# Alex Beaulieu-Marchand
Alex Beaulieu-Marchand (ur. 3 marca 1994 w Quebecu) – kanadyjski narciarz dowolny, specjalizujący się w slopestyle’u oraz big airze, brązowy medalista olimpijski, medalista mistrzostw świata. 
W 2014 roku wystąpił na igrzyskach olimpijskich w Soczi, gdzie zajął dwunaste miejsce w debiutującym slopestyle’u. Na rozgrywanych cztery lata później igrzyskach w Pjongczangu zdobył brązowy medal. Wyprzedzili go jedynie Norweg Øystein Bråten Nicholas Goepper z USA. By też między innymi jedenasty podczas mistrzostw świata w Sierra Nevada w 2017 roku. Najlepsze wyniki w Pucharze Świata osiągnął w sezonie 2012/2013, kiedy to zajął 50. miejsce w klasyfikacji generalnej, a w klasyfikacji slopestyle’u był czwarty. W 2019 roku, na mistrzostwach świata w Park City, wywalczył brązowy medal w big airze, ulegając jedynie Szwajcarowi Fabianowi Böschowi oraz Szwedowi Henrikowi Harlautowi.
Jest trzykrotnym medalistą zawodów X-Games rozgrywanych w amerykańskim Aspen. Podczas Winter X Games 21 zdobył brązowy medal w slopestyle’u, z kolei podczas Winter X Games 23 zdobył 2 srebrne medale, w big air oraz w slopestyle’u.

## Osiągnięcia

### Igrzyska olimpijskie
| Miejsce | Dzień     | Rok  | Miejscowość | Konkurencja | Zwycięzca        |
| ------- | --------- | ---- | ----------- | ----------- | ---------------- |
| 12.     | 13 lutego | 2014 | Soczi       | Slopestyle  | Joss Christensen |
| 3.      | 18 lutego | 2018 | Pjongczang  | Slopestyle  | Øystein Bråten   |

### Mistrzostwa świata
| Miejsce | Dzień    | Rok  | Miejscowość   | Konkurencja | Zwycięzca       |
| ------- | -------- | ---- | ------------- | ----------- | --------------- |
| 52.     | 9 marca  | 2013 | Voss          | Slopestyle  | Thomas Wallisch |
| 11.     | 19 marca | 2017 | Sierra Nevada | Slopestyle  | McRae Williams  |
| 3.      | 2 lutego | 2019 | Park City     | Big air     | Fabian Bösch    |
| DNS     | 6 lutego | 2019 | Park City     | Slopestyle  | James Woods     |

### Puchar Świata

#### Miejsca w klasyfikacji generalnej
- sezon 2012/2013: 50.
- sezon 2013/2014: 94.
- sezon 2016/2017: 113.
- sezon 2017/2018: 240.
- sezon 2018/2019: 79.

#### Miejsca na podium w zawodach
1. Copper Mountain – 12 stycznia 2013 (slopestyle) – 3. miejsce
2. Quebec – 12 lutego 2017 (slopestyle) – 3. miejsce